# Marsden Hartley
Marsden Hartley (Lewiston, 4 gennaio 1877 – Ellsworth, 2 settembre 1943) è stato un pittore e poeta statunitense.

## Gli esordi
Marsden Hartley nacque a Lewiston, nel Maine, il 4 gennaio 1877.
Nel 1885 sua madre morì e poco dopo suo padre si risposò e si trasferì a Cleveland, trascurando i figli.

Questo influì sulla psicologia del giovane Hartley, che si sentì lasciato solo e cercò conforto nella natura.

Nel 1892 cominciò a studiare arte a Cleveland.

Nel 1899 si trasferì a New York, dove studiò pittura e frequentò il circolo del poeta Walt Whitman, il cui lavoro celebrava apertamente tutti i tipi di amore, anche quello omosessuale.

Negli anni immediatamente successivi le sue opere colpirono l'attenzione di Alfred Stieglitz, che ne organizzò diverse mostre personali.

In quel periodo Stieglitz stava riunendo alcuni dei più audaci ed originali artisti del momento, con particolare attenzione per i modernisti della prima generazione: Hartley entrò così in un ambiente culturalmente d'avanguardia e nel corso degli anni ebbe l'opportunità di conoscere artisti come Gertrude Stein, Hart Crane, Charles Demuth, Georgia O'Keeffe, Fernand Léger, Ezra Pound e molti altri.
In quel periodo Hartley dipingeva soprattutto tetri paesaggi con uno stile vigoroso e dinamico: dopo aver abbandonato un impressionismo di stampo americano, si stava avvicinando ad una sorta di naturalismo mistico e trascendentale, in cui si notano influenze della tecnica divisionista di Giovanni Segantini e del post-impressionismo francese.

In particolare, Hartley ammirava il romanticismo primitivo e la tormentata immaginazione del pittore Albert Pinkham Ryder e la ricerca della drammaticità nella vita quotidiana del drammaturgo Eugene O'Neill.

## Il periodo europeo

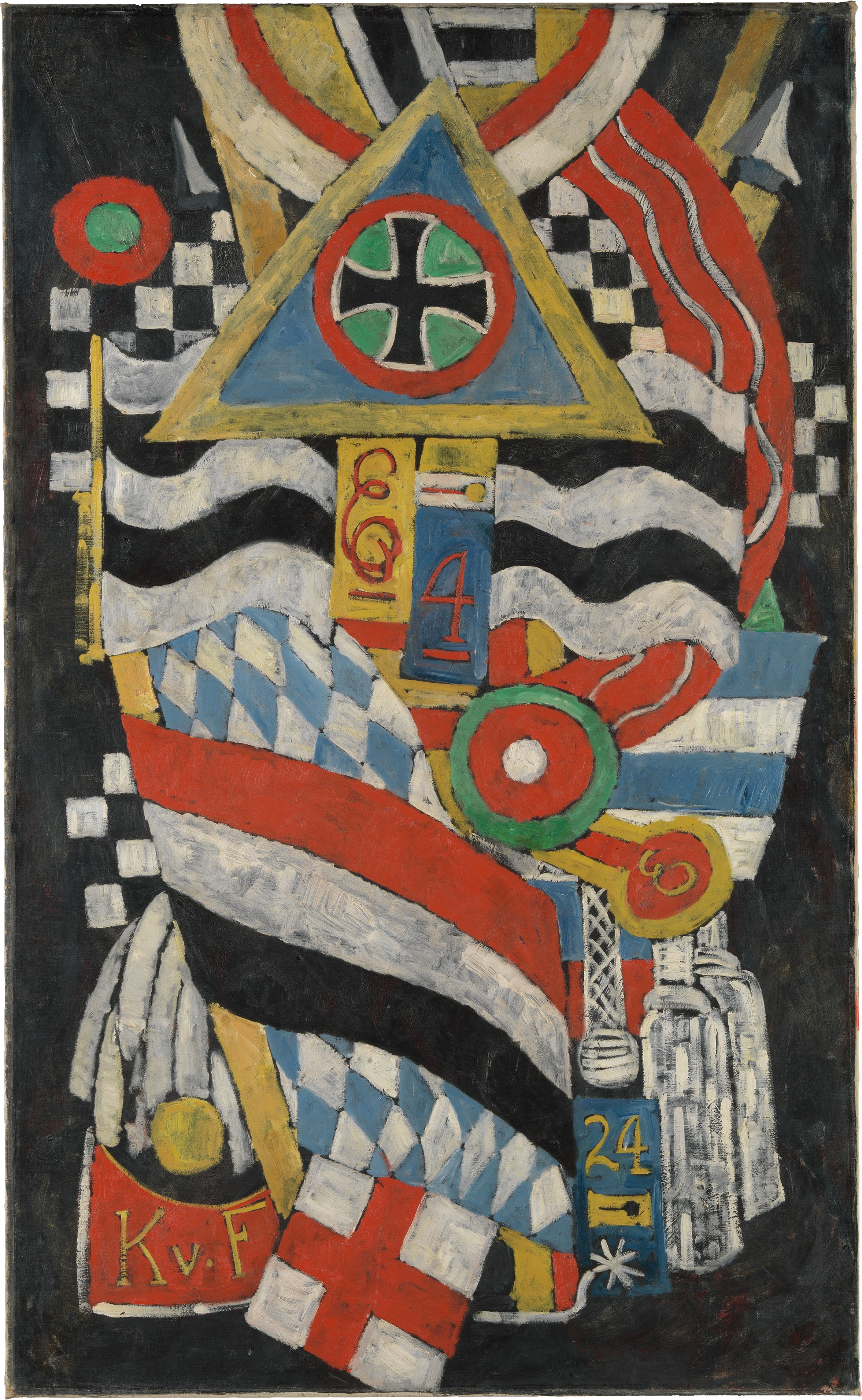
Ritratto di un Ufficiale Tedesco

Nel 1912 Hartley fece il suo primo viaggio in Europa, con l'intenzione di completare la propria formazione artistica.

Fu per diversi mesi a Parigi, dove conobbe da vicino le novità radicali di Paul Cézanne, di Henri Matisse e di Pablo Picasso.
Influenzato da questi stili rivoluzionari, fece una serie di pitture astratte dalle forme fortemente tratteggiate e dai colori brillanti.
Tuttavia Hartley rimase ben presto deluso dallo studio sistematico del colore degli artisti francesi e si trasferì in Germania.

A Monaco di Baviera conobbe da vicino il lavoro degli espressionisti tedeschi e dei membri del gruppo Der Blaue Reiter, in particolare di Vasily Kandinsky, Paul Klee e Franz Marc.

Ma ad impressionare particolarmente Hartley fu Berlino, una delle città più libertine d'Europa, dove fece diverse esperienze omosessuali.
In quel periodo fece pitture sostanzialmente astratte con forti influenze cubiste ed espressioniste, ispirate agli emblemi del militarismo tedesco per rendere omaggio all'idea di cameratismo maschile; questo si spiega col fatto che durante la prima guerra mondiale una parte considerevole della popolazione gay di Berlino era stata arruolata nell'esercito.

Particolarmente interessante è il dipinto Ritratto di un Ufficiale Tedesco (1914), dedicata a Karl Von Freyburg, un tenente prussiano morto nel corso della guerra con il quale aveva probabilmente avuto una relazione.

Anche se oggi queste opere sono considerate come le migliori della sua carriera, a quel tempo suscitarono reazioni controverse; erano infatti viste semplicemente come una celebrazione del militarismo e dell'imperialismo tedesco in un periodo in cui gli Stati Uniti erano in guerra contro la Germania.

## Il ritorno nel Maine

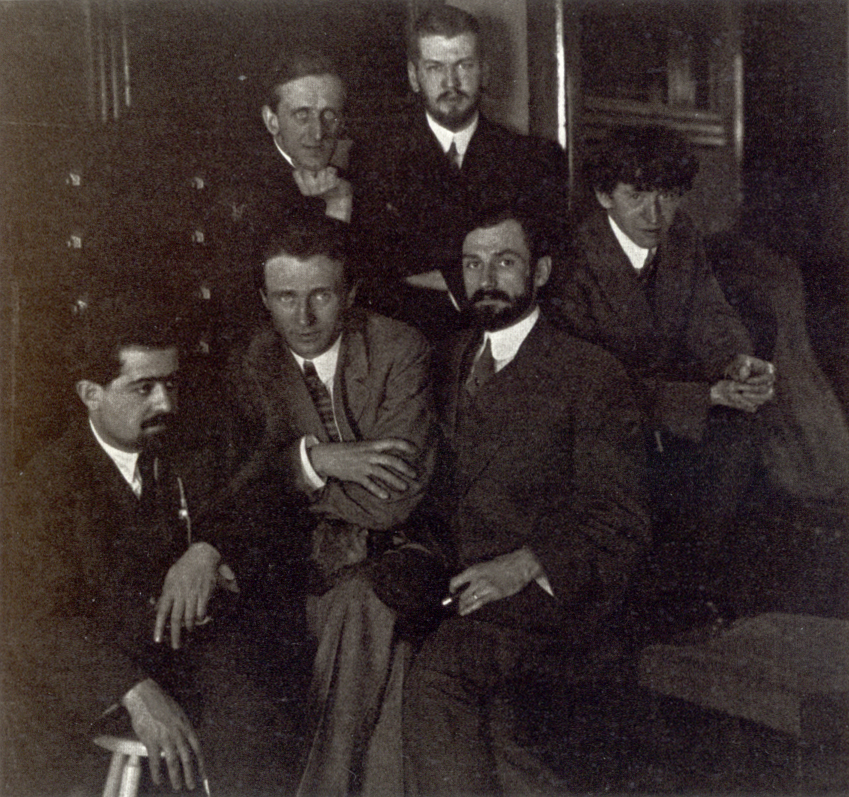
Un gruppo di giovani artisti americani della Modern School (da destra a sinistra: Jo Davidson, Edward Steichen, Arthur B. Carles, John Marin; back: Marsden Hartley, Laurence Fellows)

Dal 1915 al 1933 Hartley viaggiò incessantemente tra l'Europa, gli Stati Uniti e il Messico, dove dipinse una serie notevole sul vulcano Popocatépetl, per poi tornare nel Maine verso la fine della sua vita.
Dopo che nei suoi viaggi era entrato in contatto con una gran varietà di movimenti artistici moderni, negli ultimi anni della sua vita arrivò ad una forma personale di espressionismo, come si nota bene nei dipinti vigorosi dell'aspro paesaggio del Maine di questo periodo.

Al pari di cosiddetti artisti regionalisti statunitensi, Hartley voleva descrivere la vita americana ad un livello locale, trovando i soggetti che stava cercando nel paesaggio austero e tetro del Maine, con la potenza monumentale delle montagne, la profondità selvaggia dei boschi e le forme scoscese delle coste.

Queste opere celebrano l'unione semplice e diretta tra la natura ed i suoi abitanti: le montagne, le foreste, le coste e gli esseri umani sono ciascuno a modo loro manifestazioni dell'ordine naturale di cui Hartley era affascinato.
Nel 1935 passò alcuni mesi in Nuova Scozia, facendo numerosi ritratti dei membri della famiglia che lo ospitava, i Mason, innamorandosi di due figli della famiglia.

Quando entrambi i ragazzi annegarono in mare, Hartley espresse il suo forte dolore in pittura ed in poesia.
Nelle sue ultime opere dipinse ritratti di personaggi del passato, come Abraham Lincoln, John Donne ed Albert Pinkham Ryder, e figure maschili molto vigorose, soprattutto pescatori dalla possente muscolatura, in cui cercava di catturare la vitalità del corpo.

In questi ultimi lavori Hartley è al massimo dei suoi poteri espressivi ed unisce le idee del modernismo alla sua visione personale dell'arte.
Hartley morì a Ellsworth, nel Maine, il 2 settembre 1943.
Oltre che come pittore, è oggi ricordato anche come poeta, saggista e scrittore.